# Розаријум Киш
Розаријум „Киш“ је највећа збирка сортних ружа у Србији и овом делу Европе са око 1000 сорти што је завидан број и у поређењу са Europa-Rosarium из Зангерхаузена, Немачка, који се сматра најбогатијом збирком на свету од око 8.500 сорти ружа. Лоцирана је у источном предграђу Панчева на путу за Ковин, Баваништански друм 291. Основана је 1968. године, на површини од 0.15 ha, да би се до данас проширила на 0.30 ha. Распоређена је на три поља, у тридесет редова дужине 95 m. Највећи број примерака у колекцији калемљен је на подлогу Rosa multiflora Thumb. и презимљава без додатних мера заштите.

## Услови средине

### Клима
Колекција је на приобалној депресији Дунава на надморској висини 77 m. Клима је умереноконтинентална панонског типа, са апсолутном минималном температуром ваздуха -29,5oC и максималном +40,5oC; средња годишња је +11,3oC. Најхладнији месец је јануар -1,4oC, a најтоплији јул +22,1oC; средња температура вегетационог периода (април-септембар) је +16,5oC. Најранији мраз јавља се 1. октобра, најкаснији 27. априла.
Средња годишња висина падавина је 616 mm; највише талога је лети 178 mm, најмање ујесен 132 mm. Средња годишња релативна влажност ваздуха је 77%(максимум у децембру 89%, минимум у јулу 67%, у вегетационом периоду 70%). Осунчаност: средња годишња сума 2181.9 h, најсунчанији месец јуни 316 h.
Ветар: најчешћи је SE ветар Кошава просечне брзине 5-11m/sec (маx 31m/sec); NW ветар у јулу и фебруару доноси кишу.
Ограничавајући климатски чиниоци су позни пролећни и рани јесењи мразеви, ветрови, дужи периоди суше током вегетације, минималне зимске температуре (-30oС).
Средња годишња вредност укупних аероседимената 139.9 - 217.4 mg/m²/24h
Најчешћи загађивачи су: чађ, сумпордиоксид, оксиди азота и амонијак.

### Земљиште
Пољопривредно земљиште са измењеним природним особинама обрадиво до 60 cm - ливадска црница на лесној тераси, неутралне реакције, pH(H2О) 6.9-7.7, слабо карбонатно, CaCO3 0.2-1.1%, садржај хумуса 3.7-4.6%, укупни азот 0.18-0.23%, једињења фосфора 5.0-20.0 mg/100g земље, једињења калијума 31-50 mg/100g земље. Земљиште релативно сиромашно у азоту и фосфору
па се прихрањује.

## Карактеристике розаријума
Збирка је власништво господина Ђуре Киша и броји око 1000 сорти. У збирци је заступљено укупно 109 аутора (селекционера) од којих су најзаступљенији Meilland 175 сорти (21,16%), Kordes 163 сорте (19,71%), Tantau 80 сорти (9,67%), Delbard 66 сорти (7,98%), McGredy 28 сорти (3,39%) и Cocker 23 сорте (2,78%). У највећем броју саднице су набављане директно од произвођача-селекционера. Раритет збирке су руже селекционера из Сенте Олаха синтетисане током шездесетих година XX века, од којих је једна ('Remete Odilka') призната од стране Росен-Унион-а.
- Сорта 'Greensleeves' из групе флорибунда.
- Сорта 'Little Prince' из групе минијатурних ружа.
- Жбунасте руже 'White Cover', 'Red Cover' и 'Gentle Cover'.
- Rosa 'Savoy Hotel' из групе чајно хибридних сорти.
- Rosa 'Winchester cathedral' из групе енглеских ружа.
- Једна од Олахових нерегистрованих сорти.
- Rosa 'Variegata de Bologna' из групе бурбонских ружа.

| Сорте припадају различитим групама ружа: чајно хибридне су заступљене са 463 сорте, флорибунде са 173 сорте, минијатурне са 66 сорти, пузавице са 42 сорте, жбунасте са 33 сорте, полианте са 16 сорти, покривачи тла са 7 сорти, енглеске руже са 4 сорте и руже повијуше са 3 сорте. | Посебан део збирке чине историјске руже: ремонтантне руже (17 сорти), бурбонске руже (11 сорти), галике (9 сорти), дамасцене (9 сорти), кинеске руже (4 сорте), центифолије (4 сорте), портланд (3 сорте), маховинасте руже (2 сорте), албе (2 сорте), чајне руже (1 сорта). |